# Lazar Ranđelović
Lazar Ranđelović (Leskovac, Serbia, 5 de agosto de 1997) es un futbolista serbio que juega de centrocampista en el F. K. Vojvodina de la Superliga de Serbia.

## Trayectoria
Nacido en Leskovac, su estreno como profesional fue con el F. K. Radnički Niš. En 2018 se unió al Olympiacos F. C., aunque regresó a Niš como cedido. Con el equipo heleno, en dos años, jugó más de sesenta partido y ganó en dos ocasiones la Superliga de Grecia y una Copa de Grecia. Además, tuvo la oportunidad de jugar tanto en la Liga de Campeones de la UEFA como la Liga Europa de la UEFA.
El 31 de agosto de 2021 fue cedido al C. D. Leganés por una temporada. Posteriormente regresó a Grecia antes de acumular otra cesión al F. C. Ural en septiembre de 2022. Se acabó quedando en Rusia una vez esta terminó, ya que en septiembre de 2023 fue prestado al F. C. Rubin Kazán. Un año después abandonó definitivamente el club griego y fichó por el F. K. Vojvodina.

## Selección nacional
Debutó con la selección de Serbia sub-21 el 7 de septiembre de 2018 y marcó el primer gol en el encuentro disputado frente a Macedonia del Norte.[cita requerida] En 2019 disputó la Eurocopa sub-21.
El 18 de noviembre de 2020 jugó con la selección de fútbol de Serbia en un encuentro de la Liga de Naciones de la UEFA que acabó con victoria por cinco goles a cero frente a la selección de fútbol de Rusia.

## Clubes
| Club                          | País   | Año       |
| ----------------------------- | ------ | --------- |
| F. K. Jedintvo Bošnjace       | Serbia | 2015-2016 |
| F. K. Radan Lebane            | Serbia | 2016      |
| F. K. Radnički Niš            | Serbia | 2016-2018 |
| F. K. Car Konstantin (cedido) | Serbia | 2017      |
| F. K. Dinamo Vranje (cedido)  | Serbia | 2018      |
| Olympiacos F. C.              | Grecia | 2021-2024 |
| F. K. Radnički Niš (cedido)   | Serbia | 2018-2019 |
| C. D. Leganés (cedido)        | España | 2021-2022 |
| F. C. Ural (cedido)           | Rusia  | 2022-2023 |
| F. C. Rubin Kazán (cedido)    | Rusia  | 2023-2024 |
| F. K. Vojvodina               | Serbia | 2024-     |

## Palmarés

### Títulos nacionales
| Título              | Club                   | País   | Año  |
| ------------------- | ---------------------- | ------ | ---- |
| Superliga de Grecia | Olympiacos de El Pireo | Grecia | 2020 |
| Copa de Grecia      | Olympiacos de El Pireo | Grecia | 2020 |
| Superliga de Grecia | Olympiacos de El Pireo | Grecia | 2021 |